# U.S. Route 90
La Ruta 90 o U.S. Route 90 es una Ruta Federal principal de sentido este-oeste en la región sur de los Estados Unidos. Recorre alrededor de 2600 km (1600 mi) desde Jacksonville Beach, Florida hasta Van Horn, Texas, con un trayecto que la lleva cerca a la costa del Golfo de México. La carretera conecta a varios metrópolis, incluyendo a Jacksonville, Florida; Tallahassee, Florida; Penscola, Florida; Mobile, Alabama; Gulfport-Biloxi, Mississippi; Nueva Orleans, Louisiana; Houston, Texas; y San Antonio, Texas. La Ruta fue una de las originales del sistema, creada en 1926. Mucha de la ruta corre paralelo a la Autopista Interestatal 10, aunque la Interestatal 10 continúa hacia la costa Pacífica. Varios puentes en la carretera sufrieron daños significantes durante el huracán Katrina.